# Acero de Damasco

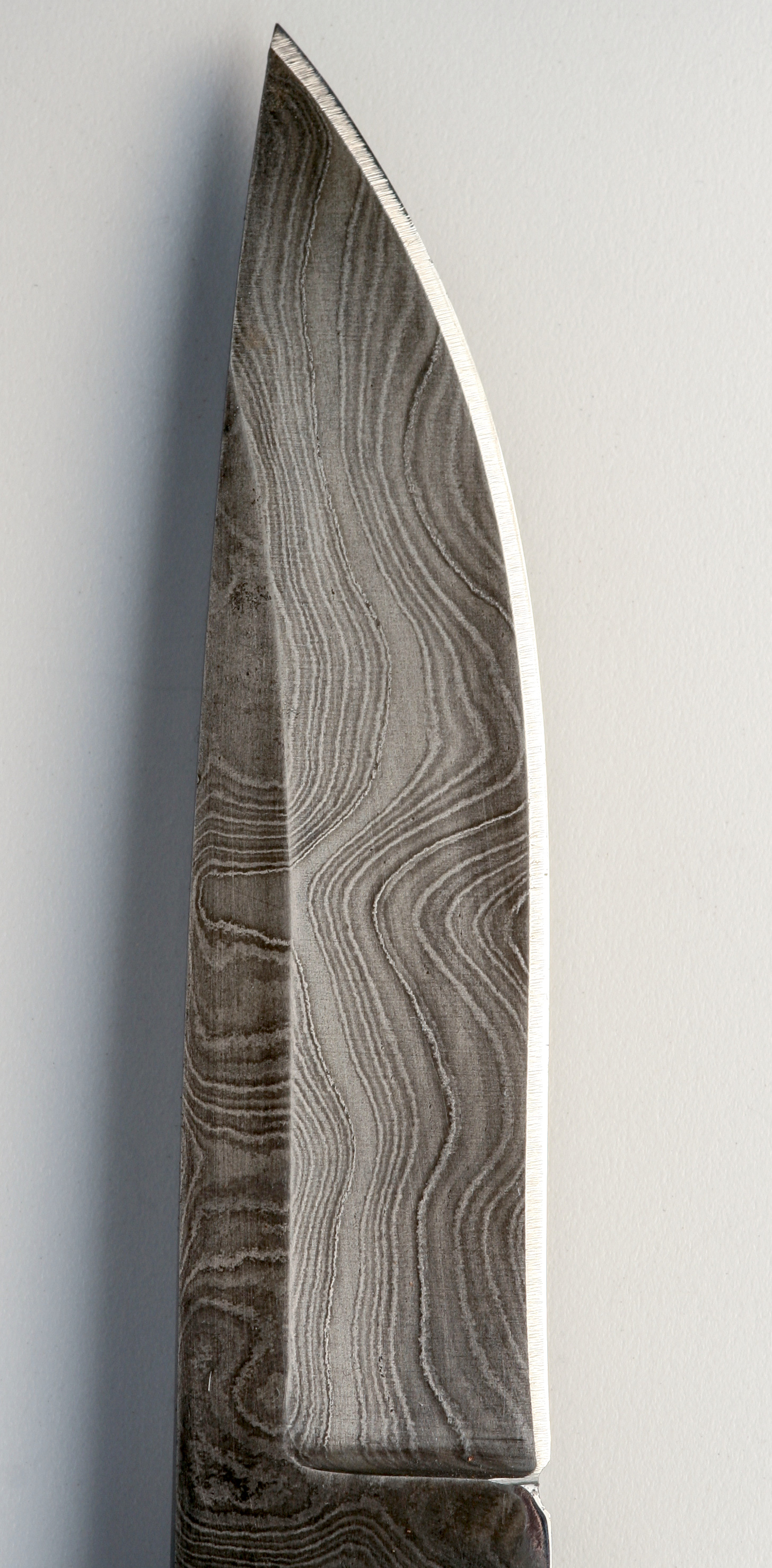
Hoja de un cuchillo damasquino.

El acero de Damasco (denominado también como acero damasceno o acero damasquino) es un tipo de acero de crisol empleado y elaborado en Oriente Medio para la fabricación de espadas desde el 1100 hasta el 1750. Las espadas de acero de Damasco eran legendarias por su dureza y su filo "casi eterno", siendo muy aclamadas en Europa. La técnica empleada para su elaboración es hoy en día un debate entre metalúrgicos especialistas en la elaboración del acero. Las espadas de acero damasquinado se conocían por los patrones de sus hojas. Hoy en día se emplea en la elaboración de cuchillas de afeitar de alta gama.

## El origen del término «Damasco»
Los orígenes del nombre asignado a este tipo de aceros permanece hoy día en controversia. Sin embargo parece seguro que la palabra hace referencia a las espadas elaboradas antaño en Damasco, a pesar de ello existen diferentes fuentes igualmente probables para detallar el nombre. Una procede del trabajo de un herrero armero: el autor al-Bīrūnī ya hace referencia a la elaboración de espadas por el uso de la palabra árabe Damasqui. Otro autor, al-Kindi, hace referencia a las espadas elaboradas en Damasco como «damascenas». Esta palabra se emplea como un epíteto en varias leyendas del este de Europa (Sabya Damaskinya o Sablja Dimiskija significa «espada damascena») de lo que podría indicar que procedía de las leyendas búlgaras y serbias del Príncipe Marko, una figura histórica de finales del siglo XIV en lo que hoy es Macedonia del Norte.

## Manufactura

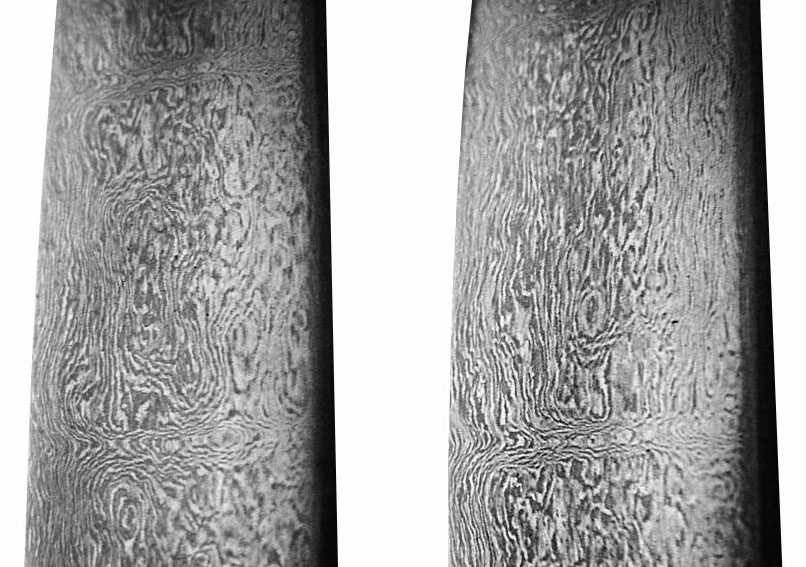
Patrón de agua en la hoja de una espada iraní.

Las espadas originales de acero de Damasco se elaboraron en las vecindades de Damasco, Siria, en el periodo que va desde el año 900 hasta 1750. El acero de Damasco era una especie de aleación que tenía al mismo tiempo las cualidades de dureza y flexibilidad, una combinación que lo convertían en un material especial para la construcción de buenas espadas. Se cuenta que las primeras espadas damasquinadas se encontraron por los europeos durante las Cruzadas, en este momento se ganaron su reputación de poder cortar un pedazo de seda en el aire, y de poder cortar una roca sin llegar a perder su filo[cita requerida]. 
Los herreros de la India y Sri Lanka quizás en el 100 a. C. desarrollaron una técnica conocida como acero wootz que elaboraba un acero con muy alto contenido de carbono, en una pureza y resistencia desconocida en la época. Se añadía vidrio durante el fundido del hierro y se calentaba con carbón vegetal. El cristal actuaba como un agente que hacía fluir las impurezas de la mezcla permitiendo que afloraran a la superficie durante el enfriamiento. Miles de acerías se encontraron en el área de Samanalawewa en Sri Lanka que elaboraban acero al carbón hasta comienzos del año 300. Estos hornos de las acereras se ubicaban de tal forma que los vientos procedentes del oeste, los Monzones, provocaban la succión necesaria para poder soplar y calentar el horno. La técnica creada aquí se fue propagando lentamente a lo largo del mundo hasta llegar a Turkmenistán y a Uzbekistán a lo largo del 900, y al Oriente Medio sobre el 1000.
Este proceso de elaboración del acero se refinó en el Oriente Medio, elaborando sus propios aceros, o trabajando los aceros wootz adquiridos en la India. El proceso exacto es desconocido hoy en día, pero se sabe que en la manufactura los carburos llegaban a precipitar en forma de micro partículas ordenadas en capas o bandas en el cuerpo de la hoja. Los carburos, que son más duros, permiten dar esta característica mixta de dureza y flexibilidad, ideal para las espadas.

## Pérdida de la técnica
La técnica se perdió hace unos siglos y ha vuelto a ser descubierta por varias universidades de Estados Unidos y España.[cita requerida]